# Ibn Abd Rabbih
Ibn Abd Rabbih est un poète andalou né à Cordoue (860-939/940), auteur d’une anthologie des poèmes purement orientaux sous la dynastie des Marwanides, Iqd `al-Farid (Le collier unique). Il existe une traduction anglaise de ce recueil en 3 volumes, The Unique Necklace.
Ibn Abd Rabbih étudia dans la ville de Cordoue plusieurs disciplines telles que la jurisprudence islamique, l'exégèse du Coran, ou encore l'histoire, la littérature et la langue arabe. 
Contrairement à d'autres historiens et auteurs de son époque, il ne voyagea pas, ou très peu, bien que bon nombre de ses écrits aient eu pour thème la littérature de l'est et de l'Égypte. 